# كولستان
غلستان أو كولستان (بالأوزبكية:Guliston / Гулистoн) مدينة تقع شرق أوزبكستان وهي عاصمة ولاية سرداريا ، بلغ عدد سكان المدينة حسب إحصاءات سنة 2010 سبعة وسبعون ألف نسمة، تعتمد المدينة في اقتصادها على الزراعة وتربية الماشية .

## المناخ
يظهر الجدول التالي التغييرات المناخية على مدار السنة لكولستان:
| البيانات المناخية لـكولستان                                 | البيانات المناخية لـكولستان | البيانات المناخية لـكولستان | البيانات المناخية لـكولستان | البيانات المناخية لـكولستان | البيانات المناخية لـكولستان | البيانات المناخية لـكولستان | البيانات المناخية لـكولستان | البيانات المناخية لـكولستان | البيانات المناخية لـكولستان | البيانات المناخية لـكولستان | البيانات المناخية لـكولستان | البيانات المناخية لـكولستان | البيانات المناخية لـكولستان |
| الشهر                                                       | يناير                       | فبراير                      | مارس                        | أبريل                       | مايو                        | يونيو                       | يوليو                       | أغسطس                       | سبتمبر                      | أكتوبر                      | نوفمبر                      | ديسمبر                      | المعدل السنوي               |
| ----------------------------------------------------------- | --------------------------- | --------------------------- | --------------------------- | --------------------------- | --------------------------- | --------------------------- | --------------------------- | --------------------------- | --------------------------- | --------------------------- | --------------------------- | --------------------------- | --------------------------- |
| متوسط درجة الحرارة الكبرى °م (°ف)                           | 5.0 (41.0)                  | 8.5 (47.3)                  | 15.4 (59.7)                 | 23.1 (73.6)                 | 29.0 (84.2)                 | 34.7 (94.5)                 | 36.2 (97.2)                 | 34.7 (94.5)                 | 29.5 (85.1)                 | 22.4 (72.3)                 | 14.1 (57.4)                 | 6.5 (43.7)                  | 21.6 (70.9)                 |
| متوسط درجة الحرارة الصغرى °م (°ف)                           | −3.4 (25.9)                 | −1.5 (29.3)                 | 3.7 (38.7)                  | 9.2 (48.6)                  | 13.7 (56.7)                 | 17.4 (63.3)                 | 18.6 (65.5)                 | 16.2 (61.2)                 | 10.7 (51.3)                 | 5.8 (42.4)                  | 1.8 (35.2)                  | −2.2 (28.0)                 | 7.5 (45.5)                  |
| الهطول مم (إنش)                                             | 39.1 (1.54)                 | 46.3 (1.82)                 | 52.6 (2.07)                 | 43.8 (1.72)                 | 28.8 (1.13)                 | 6.2 (0.24)                  | 2.8 (0.11)                  | 1.3 (0.05)                  | 5.0 (0.20)                  | 18.5 (0.73)                 | 32.6 (1.28)                 | 47.3 (1.86)                 | 324.3 (12.75)               |
| متوسط أيام هطول الأمطار                                     | 12                          | 12                          | 12                          | 11                          | 9                           | 5                           | 2                           | 1                           | 2                           | 6                           | 9                           | 12                          | 93                          |
| المصدر: Centre of Hydrometeorological Service of Uzbekistan |                             |                             |                             |                             |                             |                             |                             |                             |                             |                             |                             |                             |                             |

## أعلام
- بافل كوروبكوف
- سيرجي كارولوف